# 平壤爆擊隊
《平壤爆擊隊》（又名平壤的最後一役）（韓國語：／*/?）為1972年韓國戰爭電影，於1972年1月1日上映，片長130分鐘，由申相玉執導及監製，安養電影出品、製作及發行，申榮均、尹靜姬、黃海、金芝美、申一龍主演，本片除了得到韓國國防部及韓國空軍全力協助拍攝之外，全片耗資1億2000萬製作費，電影公司更從日本請來特殊技術人員為本片的空戰場面製造逼真的特別效果，此外本片是導演申相玉其中一部經典反共戰爭電影代表作。
由於本片現今在韓國的原版拷貝已經遺失，故從沒有發行錄影帶及影碟，但是本片的美國英語配音版本在免費短片存放空間YouTube流傳，不過仍然不是完整版本。

## 劇情介紹
故事講述韓戰期間，有著百次戰鬥機出擊記錄的空軍少校趙鎮亨由於戰功彪炳被調往後方任職，趙鎮亨的妹妹恩玉在通信隊工作，而恩玉的戀人裴少尉參加平壤轟炸時戰鬥機被擊落陷入了敵軍的包圍，得知這一緊急情況的趙鎮亨暗中救出了裴少尉，兩人逃跑途中趙鎮亨毅然決定留下斷後⋯

## 演員陣容
| 角色名稱 | 演員   | 備註                 |
| -------- | ------ | -------------------- |
| 金上校   | 申榮均 |                      |
| 恩 玉    | 尹靜姬 | 趙鎮亨的妹妹         |
| 趙鎮亨   | 黃 海  | 恩玉的哥哥，空軍少校 |
| 貞 淑    | 金芝美 | 永達的嫂子           |
| 裴永達   | 申一龍 | 空軍少尉             |
| 朴上校   | 朴 巖  |                      |
| 林中士   | 具鳳書 |                      |
|          | 都琴峰 |                      |
| 宋少尉   | 白一燮 |                      |
| 軍官     | 金石薰 |                      |
| 黃中校   | 崔星湖 |                      |
| 金少尉   | 李致雨 |                      |
| 南少尉   | 宋相均 |                      |
| 軍官     | 梁一民 |                      |
| 朴社長   | 金 雄  |                      |
|          | 張 勳  |                      |
|          | 宋美南 |                      |

## 獎項

### 獲獎
- 第11屆大鐘獎（1972年）[2]

- 「優秀反共電影獎」
- 「最佳導演獎」：申相玉
- 「最佳男主角獎」：黃海

## 外部連結
- 互联网电影数据库（IMDb）上《平壤爆擊隊》的资料（英文）
- 韩国电影数据库（KMDb）上《平壤爆擊隊》的資料